# Turvejärvi (sjö, lat 69,25, long 27,90)
Turvejärvi är en sjö i Finland. Den ligger i kommunen Enare i landskapet Lappland, i den norra delen av landet, 1 000 km norr om huvudstaden Helsingfors. Turvejärvi ligger 127,7 meter över havet. Arean är 82,9 hektar och strandlinjen är 10,02 kilometer lång. Sjön  ingår i Pasvik älvs huvudavrinningsområde. 